# 謝龍旺
謝龍旺（1979年9月21日—），是為中國男子拳擊運動員，出生於福建漳浦。他的妹妹為中國田徑隊的謝荔梅，是亞運的三級跳金牌得主。

## 生涯
謝龍旺在1996年起於福建省漳浦縣少年體育學校接受拳擊運動的訓練。兩年後，他取得進入福建拳擊隊的機會。2003年，他成為了國家隊一員，他的教練是董廷江。
2001年，謝龍旺於廣州舉行的九運會拳擊項目的57公斤初賽中不敵遼寧的崔迪首圈出局。2005年10月，他再次參加全運會，但同樣地，他再次在決賽前被淘汰出局。
2006年，謝龍旺在全國精英賽中勝出，贏得冠軍。同年的全國冠軍賽中，他在54公斤級小項奪得錦標。隨後12月的多哈亞運，他於拳擊項目的57公斤級小項資格賽中以17點之差擊敗雅典奧運銅牌得主的南韓對手趙石煥晉身首圈，但最終以10:16不敵蒙古對手而出局。